# Peder Griffenfeld
Peder Griffenfeld, né à Copenhague le 24 août 1635 et mort à Munkholmen le 12 mars 1699, est un homme politique danois.

## Biographie
Peder Schumacher naît dans une riche famille de la bourgeoisie de Copenhague. De 1654 à 1662, il voyage dans toute l'Europe occidentale et se forge une très grande culture. En 1663, peu après son retour au Danemark, il est nommé bibliothécaire royal et se lie d'amitié avec Ulrik Frederik Gyldenløve. Il devient ensuite secrétaire du roi Frédéric III en 1665. Le roi lui fait entière confiance et le recommande à son fils, Christian V, sur son lit de mort.
Christian V en fait son principal conseiller et l'anoblit peu après son couronnement sous le nom de Griffenfeld. En 1673, il est élevé au rang de comte et devient membre de l'ordre de l'Éléphant. Griffenfeld a alors la mainmise sur la politique intérieure et extérieure danoise. Il perfectionne le fonctionnement de l'administration et encourage le commerce. Néanmoins, en 1675, alors que Griffenfeld prône une alliance avec la France, Christian V déclare la guerre à la Suède contre son avis.
Griffenfeld s'étant fait de nombreux ennemis parmi la noblesse danoise, ceux-ci complotent contre lui et il est arrêté et emprisonné le 11 mars 1676. Accusé de malversations, corruption et crime de lèse-majesté, il est jugé par une commission extraordinaire très mal disposée à son égard. Malgré une défense habile, il est condamné à mort mais la sentence est commuée en prison à vie. Après 22 ans passés en prison, il meurt à la forteresse de Munkholmen en 1699.
Une rue de Copenhague, Griffenfeldsgade, porte son nom et sa statue a été érigée au château de Christiansborg.